# Панцирные казаки
Панцирные казаки (пол. Chorągiew kozacka, пол. Towarzysz pancerny, пол. Jazda pancerna) — род средней кавалерии в войске Речи Посполитой, названные так по доспеху — панцирной кольчуге.
Полным аналогом панцирных казаков были литовские пятигорцы и панцирные бояре, которые затем сами стали частью польско-литовского войска.

## История
Основное предназначение — поддержка тяжёлой кавалерии (польских гусар), преследование противника и охрана границ. Особенно эффективны были в столкновениях с кавалерией крымского ханства, сохраняя высокую маневренность в бою, но лучше защищённые. К концу XVII века панцирные казаки стали самым многочисленным видом регулярной кавалерии в Речи Посполитой, в 1665 году были переименованы из панцирных казаков в панцирные.
В русском войске также существовала тяжёловооружённая казачья кавалерия, например каширские городовые казаки.

## Участие в войнах
Панцирные казаки участвовали практически во всех войнах Речи Посполитой, в битвах под Клушиным, Москвой, Желтыми Водами, Веной.

## Вооружение и экипировка
Доспех состоял из панцирной кольчуги и прилбицы, позднее в качестве альтернативы прилбице появилась мисюрка, а также шишак и щит. Литовские пятигорцы имели также копьё.
В середине XVI века обычным вооружением панцирного казака были сабля, лук и рогатина. К концу XVI века лук стал всё чаще заменяться на карабин и пару пистолетов, а рогатина исчезла из описываемого очевидцами вооружения, а её место заняла пика.
Реформа гусарии, произведённая Стефаном Баторием в конце XVI века, также затронула и казаков: в 1580 году гетман Я. Замойский представил казацкие хоругви, полностью вооружённые вместо луков карабинами и пистолетами. Таким образом, стандартное вооружение стало состоять из сабли, пики, карабина и пистолетов.